# Eyepet
EyePet es un juego exclusivo de PlayStation 3 y de PlayStation Portable, desarrollado por London Studio y Playlogic Game Factory. Este juego usa la realidad aumentada con la PlayStation Eye para mostrarnos una mascota virtual con la que podremos interactuar con las manos, con una tarjeta de RA incluida en el juego o con el mando PlayStation Move (la compatibilidad con dicho mando y con televisiones 3D fue añadida con un parche para el juego en 2010).

## Historia
La primera versión de PlayStation 3 fue lanzada en Europa el 29 de octubre de 2009 y en Australia el 27 del mismo mes. En Norteamérica iba a ser lanzado el 17 de noviembre de ese año, pero finalmente se lanzó el 5 de septiembre de 2010 con la adaptación a PlayStation Move y para televisores 3D. En octubre de 2010 fue lanzado en Japón y en Europa llamándose EyePet Move Edition, así como también fue lanzada una actualización para el Eyepet original con las nuevas compatibilidades.
El 18 de noviembre de 2010 se lanzó una versión para PlayStation Portable que usaba tarjetas de RA con su cámara Go!Cam, que más tarde el 11 de noviembre de 2011 tuvo su secuela llamada EyePet Exploradores.
Finalmente el 17 de noviembre de 2011 fue lanzada la secuela del EyePet de  PS3 llamada EyePet y sus amigos, cuyo mayor cambio con respecto a la versión original es que permitía el manejo de dos mascotas virtuales a la vez. Cada una de ellas interactuando con la realidad, el mando  PS Move y la otra mascota virtual.

## Jugabilidad
El juego usa la cámara PlayStation Eye y el  Motion Controller para mezclar objetos del juego y del mundo real que da una jugabilidad más cercana a la realidad, reaccionando a casi cualquier movimiento o ruido producido por el jugador. Además, podemos transfomar nuestro mando PlayStation Move en distintos juguetes y objetos con los que interactuará nuestro EyePet.
Puedes dibujar juguetes a nuestra mascota, jugar al tenis, jugar a los bolos y muchas cosas más. En el juego nos guiarán paso a paso en la vida de nuestra mascota y tendremos que enviar informes de nuestra mascota día a día. Tendremos que cuidarlo como una mascota verdadera: darle de comer, bañarlo y hacer ejercicio.

## Trofeos
En total hay 35 trofeos: 13 de bronce, 18 de plata, 3 de oro y 1 de platino. Los trofeos son fáciles de conseguir pero requieren tiempo. Se consiguen dando informes, pasando misiones, dibujando, plantando semillas, volar con aviones o solo jugando. El juego te guiará con los trofeos.